# That Means a Lot
«That Means a Lot» (с англ. — «Это многое значит») — песня, написанная Ленноном и Маккартни и записанная (и выпущенная) в 1965 Пи Джей Проби (P. J. Proby). Версия Проби достигла 24-го места в чарте New Musical Express. До того, как песня была записана Проби, The Beatles записали свою версию, которая была предназначена для фильма и альбома Help!. The Beatles не были удовлетворены качеством этой песни (were dissatisfied with the song) и их версия не была выпущена до того, как появилась на CD Anthology 2 в 1996 г.
Леннон говорил в то время: «Эта песня — баллада, которую Пол и я написали для фильма; но мы поняли, что мы просто не можем её петь. Мы поработали над нею (In fact, we made a hash of it) — но подумали, что лучше мы отдадим её кому-то, кто сможет спеть её хорошо.» В интервью с Марком Льюисоном в 1988 г. Маккартни говорил: «Было некое количество песен, в которых мы просто не были достаточно заинтересованы (There were a few songs that we were just not as keen on), или мы думали, что мы не сможем их сделать достаточно хорошо. Эта песня была одной из них.»

## Версия П. Дж. Проби (P. J. Proby version)
Брайан Эпстайн, менеджер The Beatles, отдал эту песню Проби — одному из артистов, менеджером которых он являлся (another of the acts he managed). Проби был представлен Эпстайну продюсером Джеком Гудом, который создал большое количество телевизионных шоу, включая Around The Beatles. Проби записал (released) «That Means A Lot» в сентябре 1965 г. Его версия была спродюсирована Роном Ричардсом, аранжировка и дирижирование (arranged and conducted) — Джордж Мартин.

## Версия The Beatles
The Beatles записали несколько дублей песни 20 февраля и 30 марта 1965 г. Три дубля, записанных 30 марта, отличались от первоначальных, но не звучали лучше.
Как авторы песни указаны Джон Леннон и Пол Маккартни, но в своем интервью журналу Playboy, Леннон утверждал, что песня была написана только Маккартни. Музыкальный критик Иэн Макдональд предположил, что «Леннон, скорее всего помог с текстом, со средней восьмитактовой секцией и с аранжировкой». Он жестко выразился о песне (He had harsher words to say about the song), охарактеризовав её как «заплата (a botch), справедливо исключенная из альбома Help!» и «структура песни звучит плохо и, что ещё хуже, кажется совершенно произвольной». Он также утверждает, что эта песня — «попытка повторить ленноновскую Ticket to Ride … с которой у 1-й версии 'That Means a Lot' вопиющее сходство» и что она «раскрывает The Beatles в непривычных ролях слепцов в темноте».

### Состав музыкантов
- Пол Маккартни — ведущий вокал, бас-гитара, фортепиано
- Джон Леннон — бэк-вокал, ритм-гитара, маракасы
- Джордж Харрисон — бэк-вокал, соло-гитара, маракасы
- Ринго Старр — барабаны

Источник по составу музыкантов: MacDonald